# Île Bailly
L’île Bailly est un îlot de Nouvelle-Calédonie appartenant administrativement à Le Mont-Dore.